# ФК Телеоптик
ФК Телеоптик је српски фудбалски клуб из Земуна, Београд. Тренутно се такмичи у Српској лиги Београд, трећем такмичарском нивоу српског фудбала.

## Историја
Клуб је основан 1952. године. Своје утакмице игра у Спортском центру Партизан-Телеоптик познатом као „Земунело“ на којем је сувласник са Партизаном, српским суперлигашем. СЦ се налази у западном делу Земуна, на површини од скоро 10 хектара, на раскршћу два аутопута и у близини аеродрома. Телеоптик представља филијалу Партизана и служи за развој младих играча, одакле најбољи потписују уговор са Партизаном.
У сезони 2012/13, клуб је завршио такмичење у Првој лиги Србије на 13. месту које води у нижи ранг, али су захваљујући одустајању Хајдука из Куле од такмичења у Суперлиги Србије (Вождовац аутоматски пребачен у највиши ранг) остали у истом рангу, као први клуб „испод црте“. Следеће сезоне. ипак су испали из Прве лиге Србије у  Српску лигу Београд где су се такмичили три сезоне. Освајањем првог места у сезони 2016/17, Телеоптик се вратио у други ранг такмичења. Након две сезоне поново је испао у трећи ранг такмичење.
У сезони 2020/21. Телеоптик је заузео 1. место, али је због промене система такмичења морао да игра бараж са екипом Младости из Новог Сада. У првом мечу у Новом Саду било је 1 : 1, али је у другом мечу победила Младост и пласирала се у виши ранг, док је Телеоптик остао у Српској лиги Београд.

## Спортски центар Партизан-Телеоптик
Спортски центар Партизан — Телеоптик (СЦ Партизан — Телеоптик), такође познат као Земунело (име је креирано да покаже сличност са Милановом фудбалском академијом и спортским центром, Миланелом), фудбалски је тренинг полигон ФК Партизан. Изградња је трајала око 6 година, спортски центар је званично отворен 28. маја 1998. године.
СЦ Партизан — Телеоптик се састоји од централне зграде са укупном површином од 4.000 квадратних метара, отворене сале, спортске хале и паркинг. Унутар зграде има објекте који укључују фитнес центар са теретаном, физиотерапеутски центар, сауну, парно купатило и базен за хидротерапију, образовне институције, медија центар, свлачионице и вешерај. Ту је и ресторан, трпезарија, сала за конференције, административне просторије и канцеларије ФК Партизан и ФК Телеоптик. Зграда има 19 станова за играче и техничко особље. Отворени део центра укључују седам терена са природном травнатом подлогом и два са вештачком травом.

## Новији резултати
| Сезона   | Ранг | Лига                | Поз | ИГ | Д  | Н  | П  | ГД | ГП | ГР  | Бод     | Куп                  |
| -------- | ---- | ------------------- | --- | -- | -- | -- | -- | -- | -- | --- | ------- | -------------------- |
| 2009/10. | 2    | Прва лига Србије    | 6.  | 34 | 14 | 8  | 12 | 38 | 31 | +7  | 50      | Није се квалификовао |
| 2010/11. | 2    | Прва лига Србије    | 13. | 9  | 12 | 13 | 12 | 35 | 44 | -9  | 39      | Четвртфинале         |
| 2011/12. | 2    | Прва лига Србије    | 8.  | 34 | 12 | 13 | 9  | 45 | 26 | +19 | 49      | Шеснаестина финала   |
| 2012/13. | 2    | Прва лига Србије    | 13. | 34 | 12 | 14 | 9  | 25 | 43 | -18 | 36      | Шеснаестина финала   |
| 2013/14. | 2    | Прва лига Србије    | 15. | 30 | 8  | 7  | 15 | 35 | 40 | -5  | 31      | Шеснаестина финала   |
| 2014/15. | 3    | Српска лига Београд | 2.  | 30 | 20 | 6  | 4  | 70 | 21 | +49 | 66      | Претколо             |
| 2015/16. | 3    | Српска лига Београд | 2.  | 30 | 17 | 9  | 4  | 48 | 23 | +25 | 60      | Није се квалификовао |
| 2016/17. | 3    | Српска лига Београд | 1.  | 30 | 19 | 5  | 6  | 54 | 23 | +31 | 62      | Није се квалификовао |
| 2017/18. | 2    | Прва лига Србије    | 8.  | 30 | 10 | 10 | 10 | 39 | 32 | +7  | 40      | Није се квалификовао |
| 2018/19. | 2    | Прва лига Србије    | 15. | 37 | 7  | 10 | 20 | 31 | 58 | -27 | 18 (31) | Шеснаестина финала   |
| 2019/20. | 3    | Српска лига Београд | 11. | 17 | 5  | 6  | 6  | 19 | 19 | 0   | 21      | Осмина финала        |
| 2020/21. | 3    | Српска лига Београд | 1.  | 38 | 23 | 8  | 7  | 71 | 38 | +33 | 77      | Није се квалификовао |
| 2021/22. | 3    | Српска лига Београд | 6.  | 30 | 12 | 8  | 10 | 45 | 36 | +9  | 44      | Није се квалификовао |
| 2022/23. | 3    | Српска лига Београд | 3.  | 30 | 15 | 7  | 8  | 51 | 24 | +27 | 52      | Није се квалификовао |
| 2023/24. | 3    | Српска лига Београд | 2.  | 30 | 20 | 3  | 7  | 59 | 26 | +33 | 63      | Није се квалификовао |
| 2024/25. | 3    | Српска лига Београд | 3.  | 26 | 15 | 6  | 5  | 39 | 21 | +18 | 51      | Није се квалификовао |
| 2025/26. | 3    | Српска лига Београд | —   | —  | —  | —  | —  | —  | —  | —   | —       | —                    |

## Познати бивши играчи
- Ифеани Емегхара
- Александар Митровић
- Матија Настасић
- Иван Обрадовић
- Милош Јојић
- Немања Томић
- Петар Шкулетић